# Sceau du Texas
Le sceau officiel du Texas est composé d'un cercle dans lequel apparaît une étoile à cinq branches entourée de rameaux : l'un d'olivier l'autre de Chêne. Dans le second cercle on peut lire les mots : «The State of Texas» (l'État du Texas).

## Sceaux du gouvernement du Texas

Sceau du Gouverneur du Texas
Sceau du Vice-Gouverneur du Texas
Sceau du Sénat du Texas
Sceau de la Chambre des Représentants du Texas
Sceau du Président de la Chambre des Représentants du Texas